# Liczba cetanowa
Liczba cetanowa (LC) – wskaźnik zdolności olejów napędowych do samozapłonu. Jeden z podstawowych parametrów olejów napędowych, zależący od ich składu chemicznego.
Liczbę cetanową wyznacza się porównując czas zapłonu (zob. zwłoka zapłonu) dla paliwa wzorcowego i analizowanego oleju napędowego, stosując do tego celu specjalne silniki wzorcowe. Paliwo wzorcowe to mieszanka cetanu (heksadekanu, C16H34) o bardzo krótkim czasie zapłonu i α-metylo-naftalenu. Gdy analizowany olej napędowy ma właściwości takie jak czysty cetan, ma on liczbę cetanową 100. Gdy ma właściwości takie jak mieszanka 50:50 cetanu i α-metylo-naftalenu, ma on liczbę cetanową równą 50.
Najbardziej korzystne w silnikach z zapłonem samoczynnym są liniowe węglowodory parafinowe, które spalają się równomiernie, a ich liczba cetanowa rośnie w granicach 70–110 wraz ze wzrostem wielkości cząsteczek węglowodoru. Rozgałęzione węglowodory parafinowe i nafteny są już mniej korzystne, a ich liczba cetanowa zawiera się w granicach 20–70. Najgorsze własności mają proste węglowodory aromatyczne, których liczba cetanowa waha się w granicach 0–60, natomiast dla wielopierścieniowych węglowodorów aromatycznych (poza naftenami) wartość ta wynosi tylko ok. 20.
W polskiej normie dla olejów napędowych ustalone jest minimum liczby cetanowej, wynoszące 51, ponieważ badania eksploatacyjne silników Diesla wykazały, że paliwa o niższej liczbie niekorzystnie wpływają na silnik (powodując spalanie w rosnącej objętości nad tłokiem, co termodynamicznie jest niekorzystne) i znacznie obniżają ekonomikę jazdy. Generują też większy hałas, a zwiększone zużycie paliwa (przy niezupełnym spalaniu) powoduje zwiększoną emisję sadzy. Natomiast wzrost liczby cetanowej powyżej 50 wydatnie poprawia własności eksploatacyjne paliwa, praca silnika jest „miękka” i łatwiej zwiększa obroty, ułatwia rozruch silnika, spowalnia zanieczyszczenie dysz wtryskiwaczy, ogranicza udział cząstek stałych w spalinach i obniża hałaśliwość silnika.
Liczbę cetanową określają normy ISO 5165 oraz DIN 51601, 51628 i 51773.